# Нэчжа побеждает Царя драконов
«Нэчжа побеждает Царя драконов» (кит. 哪吒之魔童闹海) — китайский анимационный приключенческий фильм 2025 года, ставший самым кассовым мультфильмом в истории, с результатом более 2 миллиардов долларов в мировом прокате. Также он стал самым кассовым фильмом, не относящимся к Голливуду, за всю историю кинематографа.

## Синопсис
После удара молнии Нэчжа и Ао Бин выжили, став духами, но вскоре они полностью исчезнут. Чтобы не дать их душам рассеяться, мастер Тайи Чжэньжэнь использует свой Семицветный Священный Лотос для регенерации их физических тел. Однако в процессе восстановления возникает множество препятствий. Как сложится судьба Нэчжи и Ао Бина? Никто не может предугадать…

## Производство
Вскоре после выхода фильма «Нэчжа» (2019) продюсерская команда заявила о намерении разработать продолжение. Режиссер Ян Юй подтвердил, что это действительно так, и что это будет зависеть от кассовых сборов первого фильма. После успеха «Нэчжа» сиквел был запущен в производство. Бюджет сиквела составил 600 миллионов юаней (около 80 миллионов долларов), что сделало его самым дорогим китайским анимационным фильмом.
В создании фильма приняли участие более 4000 человек из 138 анимационных компаний, что более чем в два раза больше, чем 1600 человек в первом фильме.

## Выход фильма
Премьера состоялась в Китае 29 января 2025 года. В России и Белоруссии премьера состоялась 29 мая 2025 года. Мультфильм является самым кассовым мультфильмом в мире.